# Bất đẳng thức Pinsker
Trong lý thuyết thông tin, bất đẳng thức Pinsker, đặt tên theo Mark Semenovich Pinsker, là một bất đẳng thức liên hệ khoảng cách Kullback-Leibler và khoảng cách {\displaystyle \ell _{1}}. Nếu {\displaystyle P,Q} là hai phân bố xác suất thì
{\displaystyle 2D(P\Vert Q)\geq \Vert P(A)-Q(A)\Vert _{1}^{2}}
trong đó {\displaystyle D(P\Vert Q)} là khoảng cách Kullback-Leibler theo đơn vị nat và {\displaystyle \Vert P(A)-Q(A)\Vert _{1}} là khoảng cách {\displaystyle \ell _{1}}.